# Diano Marina
Diano Marina est une commune italienne de la province d'Imperia dans la région Ligurie en Italie. Diano Marina fut particulièrement touchée par le séisme de 1887 en Ligurie.

## Personnalités liées à Diano Marina
- Alessandro Valente (1890-1958) : ténor italien.
- Lidia Poët (1855-1949) : avocate italienne.

## Administration
| Période                                  | Période | Identité        | Étiquette | Qualité                   |
| ---------------------------------------- | ------- | --------------- | --------- | ------------------------- |
|                                          |         |                 |           |                           |
| ca 1813                                  |         | Nicolas Ardoino |           | baron de l'Empire en 1813 |
|                                          |         |                 |           |                           |
| Les données manquantes sont à compléter. |         |                 |           |                           |

### Hameaux
Diano Calderina, Diano Serreta, Diano Gorleri, borgata Muratori

### Communes limitrophes
Diano Castello, Imperia (Italie), San Bartolomeo al Mare